# Campeonato Sul-Americano de Atletismo Sub-23 de 2012
O Campeonato Sul-Americano de Atletismo Sub-23 de 2012 foi a 5ª edição da competição, organizada sob a supervisão do CONSUDATLE. Foram realizados em São Paulo, Brasil, no Estádio Ícaro de Castro Melo de 22 e 23 setembro de 2012. Um relatório detalhado sobre os resultados foi dado.
Os lançadores de peso brasileiros Geisa Arcanjo, que alcançou 18.43m em caso das mulheres, e Darlan Romani, que alcançou 19.93m no evento masculino, foram agraciados com o título para o melhor desempenho do evento.

## Participação
Um total de 240 atletas de 12 países participaram no campeonato. Outras fontes contam apenas 236 atletas  Suriname foi o único país do CONSUDATLE ausente.

## Recordes
Houve um total de 13 recordes quebrados.

## Sumário de Medalhas

### Masculino
| Evento                           | Ouro | Ouro            | Prata                                                                               | Prata           | Bronze                                                                     | Bronze          |
| -------------------------------- | --- | --------------- | ----------------------------------------------------------------------------------- | --------------- | -------------------------------------------------------------------------- | --------------- |
| 100 metros (0,3 m/s)             | Aldemir da Silva Junior (BRA)                                                                                 | 10,42           | Isidro Montoya (COL)                                                                | 10,45           | Chávez Ageday (GUY)                                                        | 10,65           |
| 200 metros (1,2 m/s)             | Aldemir da Silva Junior (BRA)                                                                                 | 20,51           | Bernardo Boloyes (COL)                                                              | 20,87           | Arturo Ramírez (VEN)                                                       | 21,00           |
| 400 metros                       | Pedro Luiz de Oliveira (BRA)                                                                                  | 45,52           | Arturo Ramírez (VEN)                                                                | 46,20           | James Stephan (GUY)                                                        | 46,52           |
| 800 metros                       | Tomás Squella (CHI)                                                                                           | 1:48.06         | David Díaz Franco (ARG)                                                             | 1:48.34         | Lucirio Garrido (VEN)                                                      | 1:48.60         |
| 1500 metros                      | Federico de Bruno (ARG)                                                                                       | 3:47.13         | Iván López (CHI)                                                                    | 3:48.07         | Carlos Díaz (CHI)                                                          | 3:50.01         |
| 5000 metros                      | Víctor Aravena (CHI)                                                                                          | 14:16.25        | Federico de Bruno (ARG)                                                             | 14:24.21        | Daniel Toroya (BOL)                                                        | 14:29.30        |
| 10000 metros                     | Víctor Aravena (CHI)                                                                                          | 30:31.93        | José Luis Rojas (PER)                                                               | 30:32.82        | Wily Canchanya (PER)                                                       | 30:33.11        |
| 3000 metros com obstáculos       | Alexis Peña (VEN)                                                                                             | 8:53.42         | Jean Carlos Machado (BRA)                                                           | 8:54.53         | Joaquín Arbe (ARG)                                                         | 8:55.90         |
| 110 m com barreiras (-0,9 m / s) | João Vitor de Oliveira (BRA)                                                                                  | 14,14           | Robson Braga (BRA)                                                                  | 14,28           | Jefferson Valencia (COL)                                                   | 14,57           |
| 400 m com barreiras              | Hederson Estefani (BRA)                                                                                       | 51,02           | Alejandro Chala (ECU)                                                               | 51,11           | Vinícius Guimarães (BRA)                                                   | 51,69           |
| salto em altura                  | Talles Frederico Silva (BRA)                                                                                  | 2,21            | Carlos Layoy (ARG)                                                                  | 2,19            | Rafael Uchona dos Santos (BRA)                                             | 2,16            |
| salto com vara                   | Matheus da Silva (BRA)                                                                                        | 5,05            | Rubén Benítez (ARG)                                                                 | 5,00            | Daniel Zupeuc (CHI)                                                        | 4,80            |
| salto em distância               | Rebert Firmiano (BRA)                                                                                         | 7,96 (3,0 m/s)  | Higor Alves (BRA)                                                                   | 7,72 (2,3 m/s)  | Emiliano Lasa (URU)                                                        | 7,63 (2,7 m/s)  |
| salto triplo                     | Jonathan Silva (BRA)                                                                                          | 16,19 (2,4 m/s) | Jean Rosa (BRA)                                                                     | 15,68 (2,7 m/s) | Divie Murillo (COL)                                                        | 15,37 (0,5 m/s) |
| arremesso de peso                | Darlan Romani (BRA)                                                                                           | 19,93           | Willian Braido (BRA)                                                                | 18,85           | Joaquín Ballivián (CHI)                                                    | 17,28           |
| lançamento de disco              | Mauricio Ortega (COL)                                                                                         | 53,94           | Felipe Lorenzon (BRA)                                                               | 51,71           | Thiago Negreiros (BRA)                                                     | 51,48           |
| lançamento de martelo            | Allan Wolski (BRA)                                                                                            | 63,20           | Hevertt Álvarez (CHI)                                                               | 61,18           | Pedro da Costa (BRA)                                                       | 60,84           |
| lançamento do dardo              | Braian Toledo (ARG)                                                                                           | 78,49           | Tomás Guerra (CHI)                                                                  | 71,30           | Paulo Enrique da Silva (BRA)                                               | 71,23           |
| decatlo                          | Guillermo Ruggeri (ARG)                                                                                       | 7203            | Ricardo Herrada (VEN)                                                               | 6930            | Óscar Campos (VEN)                                                         | 6878            |
| marcha atlética                  | Caio Bonfim (BRA)                                                                                             | 1:23:22.83      | José Montaña (COL)                                                                  | 1:23:41.57      | Richard Vargas (VEN)                                                       | 1:29:46.67      |
| revezamento 4x100 metros         | Brasil · Jackson da Silva · Jorge Vides · Aldemir da Silva Junior · Eric de Jesus                             | 40,10           | Colômbia · Jefferson Valencia · Bernardo Boloyes · Roberto Murillo · Isidro Montoya | 40,14           | Argentina · Matías Robledo · Fabio Martínez · Lucas Semino · Rubén Benítez | 40,82           |
| revezamento 4x400 metros         | Brasil · Anderson Machado dos Santos · Willian Carvalho · Jonathan Henrique da Silva · Pedro Luiz de Oliveira | 3:07.44         | Venezuela · Noel Campos · Lucirio Garrido · Cleiderman Medina · Arturo Ramírez      | 3:08.56         | Peru · Jordy Portilla · Andy Martínez · Edmundo Díaz · Paulo Herrera       | 3:14.18         |

### Feminino
| Evento                           | Ouro                                                                                       | Ouro              | Prata                                                                            | Prata             | Bronze                                                                                   | Bronze            |
| -------------------------------- | ------------------------------------------------------------------------------------------ | ----------------- | -------------------------------------------------------------------------------- | ----------------- | ---------------------------------------------------------------------------------------- | ----------------- |
| 100 metros (0,5 m / s)           | Vanusa dos Santos (BRA)                                                                    | 11,72             | Merlin Palacios (COL)                                                            | 11,85             | Victoria Woodward (ARG)                                                                  | 11,88             |
| 200 metros (1,2 m / s)           | Nercely Soto (VEN)                                                                         | 23,40             | Isidora Jiménez (CHI)                                                            | 23,63             | Vanusa dos Santos (BRA)                                                                  | 23,79             |
| 400 metros                       | Jennifer Padilla (COL)                                                                     | 53,12             | Nercely Soto (VEN)                                                               | 53,45             | Jéssica dos Santos (BRA)                                                                 | 54,22             |
| 800 metros                       | Jéssica dos Santos (BRA)                                                                   | 2:07.42           | Evangelina Thomas (ARG)                                                          | 2:08.15           | Andrea Calderón (ECU)                                                                    | 2:08.51           |
| 1500 metros                      | Erika Lima (BRA)                                                                           | 4:26.29           | Thayra dos Santos (BRA)                                                          | 4:30.09           | Evangelina Thomas (ARG)                                                                  | 4:35.54           |
| 5000 metros                      | Yony Ninahuamán (PER)                                                                      | 16:50.21          | Adriana da Luz (BRA)                                                             | 16:50.43          | Florencia Borelli (ARG)                                                                  | 17:00.04          |
| 10000 metros                     | Florencia Borelli (ARG)                                                                    | 35:29.08          | Adriana da Luz (BRA)                                                             | 35:37.32          | Valdilene Silva (BRA)                                                                    | 35:54.22          |
| 3000 metros com obstáculos       | Zulema Arenas (PER)                                                                        | 10:14.52          | Yony Ninahuamán (PER)                                                            | 10:27.75          | Tatiane da Silva (BRA)                                                                   | 10:45.08          |
| 100 m com barreiras (-1,7 m / s) | Nelsibeth Villalobos (VEN)                                                                 | 14,48             | Gênesis Romero (VEN)                                                             | 14,58             | Gabriela Lima (BRA)                                                                      | 14,65             |
| 400 m com barreiras              | Déborah Rodríguez (URU)                                                                    | 57,63             | Magdalena Mendoza (VEN)                                                          | 58,09             | Débora dos Santos (BRA)                                                                  | 59,14             |
| salto em altura                  | Kashani Ríos (PAN)                                                                         | 1,76              | Nulfa Palacios (COL)                                                             | 1,73              | Yulimar Rojas (VEN)                                                                      | 1,73              |
| salto com vara                   | Sara Pereira (BRA)                                                                         | 3,90              | Maira Silva (BRA)                                                                | 3,80              | María Victoria Fernández (CHI)                                                           | 3,75              |
| salto em distância               | Jéssica dos Reis (BRA)                                                                     | 6,18 (1,5 m / s)  | Nelsibeth Villalobos (VEN)                                                       | 6,09 (1,0 m / s)  | Josefina Loyza (ARG)                                                                     | 6,03 (1,5 m / s)  |
| salto triplo                     | Giselly Landázury (COL)                                                                    | 13,31 (1,5 m / s) | Yudelsi González (VEN)                                                           | 13,13 (2,5 m / s) | Silvana Segura (PER)                                                                     | 13,13 (1,7 m / s) |
| arremesso de peso                | Geisa Arcanjo (BRA)                                                                        | 18,43             | Alessandra Gamboa (PER)                                                          | 15,57             | Renata Severiano (BRA)                                                                   | 14,94             |
| lançamento do disco              | Andressa de Morais (BRA)                                                                   | 57,66             | Lidiane Cansian (BRA)                                                            | 51,09             | Maia Varela (ARG)                                                                        | 47,31             |
| lançamento de martelo            | Zuleima Mina (ECU)                                                                         | 62,59             | Mariana Marcelino (BRA)                                                          | 61,66             | Valeria Chiliquinga (ECU)                                                                | 58,63             |
| lançamento do dardo              | Jucilene de Lima (BRA)                                                                     | 56,00             | Maria Conceição da Silva (BRA)                                                   | 49,07             | Maria Mello (URU)                                                                        | 48,90             |
| Heptatlo                         | Vanessa Spínola (BRA)                                                                      | 5899              | Tamara de Sousa (BRA)                                                            | 4870              | Mariza Karabia (PAR)                                                                     | 4581              |
| marcha atlética                  | Yeseida Carrillo (COL)                                                                     | 1:38:29.51        | Wendy Cornejo (BOL)                                                              | 1:40:14.28        | Anlly Pineda (COL)                                                                       | 1:41:04.69        |
| revezamento 4x100 metros         | Chile · Viviana Olivares · Isidora Jiménez · Javiera Errázuriz · Paula Goñi                | 45,61             | Colômbia · Janeth Largacha · Jennifer Padilla · Merlin Palacios · Carmen Vergara | 45,66             | Brasil · Thaís Vides · Vanusa dos Santos · Andressa Fidélis · Lorena Lourenço            | 45,88             |
| revezamento 4x400 metros         | Brasil · Bárbara de Oliveira · Dandadeua da Silva · Débora dos Santos · Jéssica dos Santos | 3: 4,16           | Chile · Javiera Errázuriz · Yaritza Travisani · Paula Goñi · Isidora Jiménez     | 3:42.25           | Argentina · María Ayelen Diogo · Mariana Borelli · Victoria Woodward · Evangelina Thomas | 3:58.86           |

## Quadro de Medalhas
| Ordem | País      | Medalha de ouro | Medalha de prata | Medalha de bronze | Total |
| ----- | --------- | --------------- | ---------------- | ----------------- | ----- |
| 1     | Brasil    | 24              | 14               | 13                | 51    |
| 2     | Colômbia  | 4               | 7                | 3                 | 14    |
| 3     | Argentina | 4               | 5                | 8                 | 17    |
| 4     | Chile     | 4               | 5                | 4                 | 13    |
| 5     | Venezuela | 3               | 8                | 5                 | 16    |
| 6     | Peru      | 2               | 3                | 3                 | 6     |
| 7     | Equador   | 1               | 1                | 2                 | 4     |
| 8     | Uruguai   | 1               | 0                | 2                 | 3     |
| 9     | Panamá    | 1               | 0                | 0                 | 1     |
| 10    | Bolívia   | 0               | 1                | 1                 | 2     |
| 11    | Guiana    | 0               | 0                | 2                 | 2     |
| 12    | Paraguai  | 0               | 0                | 1                 | 1     |

## Classificação por pontos
| Posição | Nação     | Pontos |
| ------- | --------- | ------ |
| 1       | Brasil    | 494    |
| 2       | Argentina | 151    |
| 3       | Venezuela | 138    |
| 4       | Colômbia  | 137    |
| 5       | Chile     | 132    |
| 6       | Peru      | 71     |
| 7       | Equador   | 34     |
| 8       | Uruguai   | 18     |
| 9       | Paraguai  | 13     |
| 9       | Bolívia   | 13     |
| 11      | Guiana    | 11     |
| 12      | Panamá    | 10     |

| Posição | Nação     | Pontos |
| ------- | --------- | ------ |
| 1       | Brasil    | 250    |
| 2       | Argentina | 97     |
| 3       | Chile     | 82     |
| 4       | Venezuela | 64     |
| 4       | Colômbia  | 62     |
| 6       | Peru      | 26     |
| 7       | Equador   | 16     |
| 8       | Guiana    | 11     |
| 9       | Bolívia   | 7      |
| 10      | Uruguai   | 4      |
| 11      | Paraguai  | 2      |

| Posição | Nação     | Pontos |
| ------- | --------- | ------ |
| 1       | Brasil    | 244    |
| 2       | Colômbia  | 75     |
| 3       | Venezuela | 74     |
| 4       | Argentina | 54     |
| 5       | Chile     | 50     |
| 6       | Peru      | 45     |
| 7       | Equador   | 18     |
| 8       | Uruguai   | 14     |
| 9       | Paraguai  | 11     |
| 10      | Panamá    | 10     |
| 11      | Bolívia   | 6      |

Legenda
| Recorde mundial       | Recorde mundial (World record)               |                       | Recorde africano                      | Recorde africano (African) |                                           | Q | Classificado por posição (Qualified) |
| Recorde do campeonato | Recorde do campeonato (Championship record)  | Recorde da América    | Recorde da América (Americas)         | q                          | Classificado por melhor tempo (Qualified) |   |                                      |
| Melhor marca do ano   | Melhor marca do ano (World leading)          | Recorde asiático      | Recorde asiático (Asian)              | DNS                        | Não largou (Did not start)                |   |                                      |
| Recorde nacional      | Recorde nacional (National record)           | Recorde europeu       | Recorde europeu (European)            | DNF                        | Não terminou (Did not finish)             |   |                                      |
| Recorde pessoal       | Recorde pessoal do atleta (Personal best)    | Recorde da Oceania    | Recorde da Oceania (Oceania)          | DSQ / DQ                   | Desclassificado (Disqualified)            |   |                                      |
| Recorde da temporada  | Recorde da temporada do atleta (Season best) | Recorde sul-americano | Recorde sul-americano (South America) | NM                         | Sem marca (No mark)                       |   |                                      |